# مانوتشو دينيز
مانوتشو دينيز (بالبرتغالية: Osvaldo Paulo João Diniz‏) هو لاعب كرة قدم أنغولي في مركز الوسط، ولد في 4 يونيو 1986 في أنغولا. شارك مع منتخب أنغولا لكرة القدم. أما مع النوادي، فقد لعب مع نادي بريميرو دي أغوستو.

## وصلات خارجية
- مانوتشو دينيز على موقع قاعدة بيانات كرة القدم.إي يو (الإنجليزية)
- مانوتشو دينيز على موقع ناشيونال فوتبول تيمز (الإنجليزية)